# Manuel Millán
Manuel Millán Vázquez (Villagarcía de Arosa, Pontevedra, 1961) es un actor español.

## Biografía
Actor especialmente conocido en Galicia por su papel de Padre Nicanor en la serie Pratos combinados de la TVG entre otros, aunque también cuenta con una extensa carrera a nivel de España tanto en el cine como en la televisión.
Ha trabajado en el cine con directores de la talla de Fernando Colomo, Carlos Saura o Luis García Berlanga.
Ha interpretado papeles fijos en varias series de televisión nacionales, así como otros tantos episódicos. Cabe destacar sus colaboraciones en Aquí no hay quien viva como el Padre Miguel, que dado el enorme éxito de la serie, han aumentado su popularidad entre el gran público de España.

## Películas
- Bajarse al moro (1989), de Fernando Colomo. Como Enfermero.
- Las cartas de Alou (1990), de Montxo Armendáriz.
- ¡Ay, Carmela! (1990), de Carlos Saura. Como Cabo.
- Después del sueño (1992), de Mario Camus.
- Mi hermano del alma (1994), de Mariano Barroso. Como Enfermero.
- Justino, un asesino de la tercera edad (1994), de Santiago Aguilar y Luis Guridi. Como Enfermero novato.
- Matías, juez de línea (1996), de Santiago Aguilar y Luis Guridi. Como El número, Araújo.
- Dame algo (1997), de Héctor Carré. Como Director de Telelocal.
- Atilano, presidente (1998) , de Santiago Aguilar y Luis Guridi. Como Charly.
- París Tombuctú (1999), de Luis García Berlanga. Como Guardia Civil Piñango.
- Año mariano (2000), de Karra Elejalde y Fernando Guillén Cuervo. Como Matías.
- Ilegal (2003), de Ignacio Vilar. Como Sacristán.
- Los muertos van deprisa (2003). Como Josito.
- El lápiz del carpintero (2003), de Antón Reixa. Como Loco.
- Atraco a las 3... y media (2003), de Raúl Marchand Sánchez. Como Castrillo.
- ¡Buen viaje, excelencia! (2003), de Albert Boadella. Como Proyeccionista 2.
- La vida que te espera (2004), de Manuel Gutiérrez Aragón. Como Jefe de peluquería.
- El año de la garrapata (2004), de Jorge Coira. Como Hombre 1.
- Mia Sarah (2006), de Gustavo Ron. Como Mateo.

## Cortometrajes
- Si lo sé no vengo (a mi propio entierro) (1999), de Manolo Gómez.
- La Mercería (2000)
- Sandra (2000), de Héctor J. Diéguez.
- Mancheas de terra (2003), de Julio Rodríguez Fernández.
- La canción de Fémerlin (2005), de Manuel Pena. Como Ladrón.
- Ernesto en 10 minutos (2005), de Carolina Castro. Como Ernesto.
- Se vende (2005), de Carlos López Martínez.
- La metafísica del asesino (2022), de Rubén Méndez.

## Televisión

### Personajes fijos o recurrentes
- Lorca, muerte de un poeta (1987) (miniserie), de Juan Antonio Bardem. TVE.
- Muerte a destiempo (1989) (miniserie), de Javier Máqua.TVE.
- La forja de un rebelde (1990) (miniserie), de Mario Camus.TVE.
- Buscavidas (1991), de Diana Álvarez. Antena 3.
- Se alquila (1994), de Julio Sánchez Valdés. Antena 3.
- El club de los listillos (1995), de Héctor Carré. Telecinco.
- Pratos combinados (1995). Como Padre Nicanor. TVG.
- A família Pita (1996). TVG.
- Ellas son así (1998). Como Gutiérrez. Telecinco.
- A las once en casa (1998). Como Guti. La Primera de TVE.
- Un chupete para ella (2000). Como Woody. Antena 3.
- Aquí no hay quien viva (2003-2006). Como Padre Miguel. Antena 3.
- La que se avecina (2011). Como Rufino.
- Stamos okupa2 (2012). Como Comisario. TVE.
- Efectos secundarios (2007). TVG.
- El faro (2013-2014). Como Jesús. TVG / FORTA.
- El pueblo (2019). Como Cura. Amazon Prime Video / Telecinco.

### Personajes episódicos
- ¡Ay, Señor, Señor! (1994). Como Seminarista. Antena 3.
- Villarriba y Villabajo (1995), de Carlos Gil. TVE.
- La casa de los líos (1997). Antena 3.
- Un Millán de cosas (1998)
- Estudio 1 (2000). TVE.
- Paraíso (2001). TVE.
- Hospital Central (2002). Como Ricardo (2 episodios). Telecinco.
- La que se avecina (2011). Como Rufino (1 episodio). Telecinco.
- Con el culo al aire (2014). Como ¿? (1 episodio). Antena 3.
- Velvet (2015). Como ginecólogo (2 episodios). Antena 3.
- Olmos y Robles (2016). Como Beltrán (2 episodios). TVE.
- Sabuesos (2018). Como ¿? (1 episodio). La 1
- La línea invisible (2020). Como ¿? (1 episodio). Movistar+
- Señoras del (h)AMPA (2020). Como Testigo Atraco (1 episodio). Amazon Prime Video
- Pequeñas coincidencias (2021). Como ¿? (1 episodio). Amazon Prime Video